# Teorema de Pascal

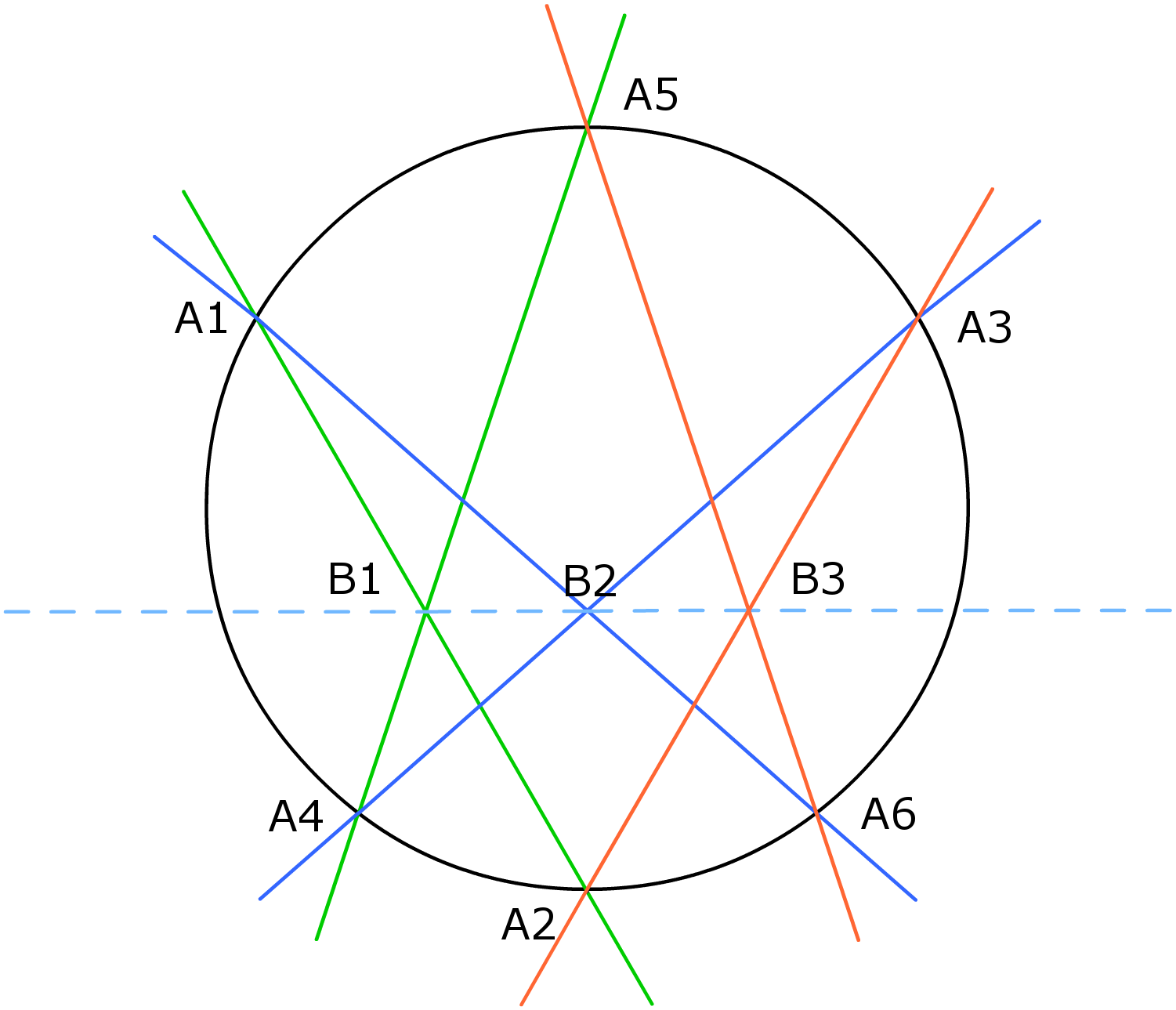
Seis pontos A1, A2, A3, A4, A5, A6, planado sobre uma cônica, e B1, B2, B3, os pontos de intersecção, respectivamente A1A2 e simples A4A5, A1A6 e A3A4, A2A3 e A5A6. Então os pontos B1, B2, B3, são colineares

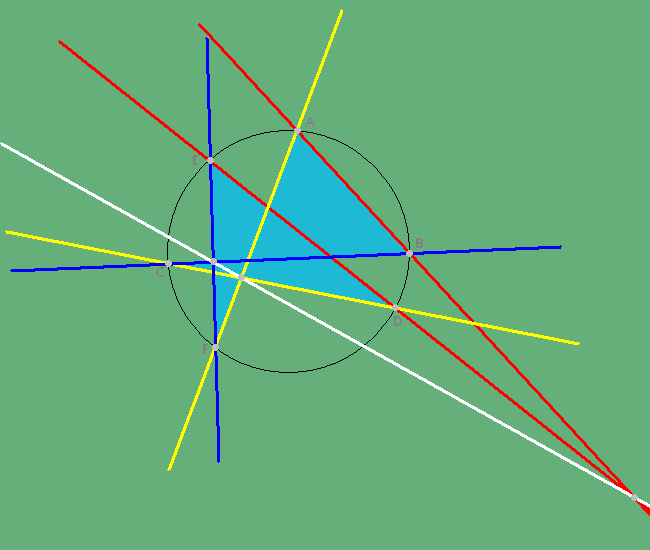
O hexágono inscrito ABCDEF tem os lados estendidos de modo a que pares de lados opostos se intersectem na linha de Pascal. Cada par de lados opostos estendidos tem a sua cor: um vermelho, um amarelo, um azul. A linha de Pascal está a branco

Em geometria projetiva, o teorema de Pascal (formulado por Blaise Pascal quando tinha apenas 16 anos de idade) determina que num hexágono inscrito em uma cónica, as retas que contiverem os lados opostos interceptam-se em pontos colineares, ou seja se os seis vértices de um hexágono estão situados sobre uma circunferência e os três pares de lados opostos se intersectam, os três pontos de intersecção são colineares.
É uma generalização do Teorema de Papo. O teorema de Pascal foi generalizado por Möbius em 1847 da seguinte forma: supondo um polígono com 4n + 2 lados inscrito numa secção cónica, os pares de lados opostos estendidos até se encontrarem em 2n + 1 pontos, então se 2n de tais pontos forem colineares, o último ponto estará também sobre essa linha.